# Saltbox

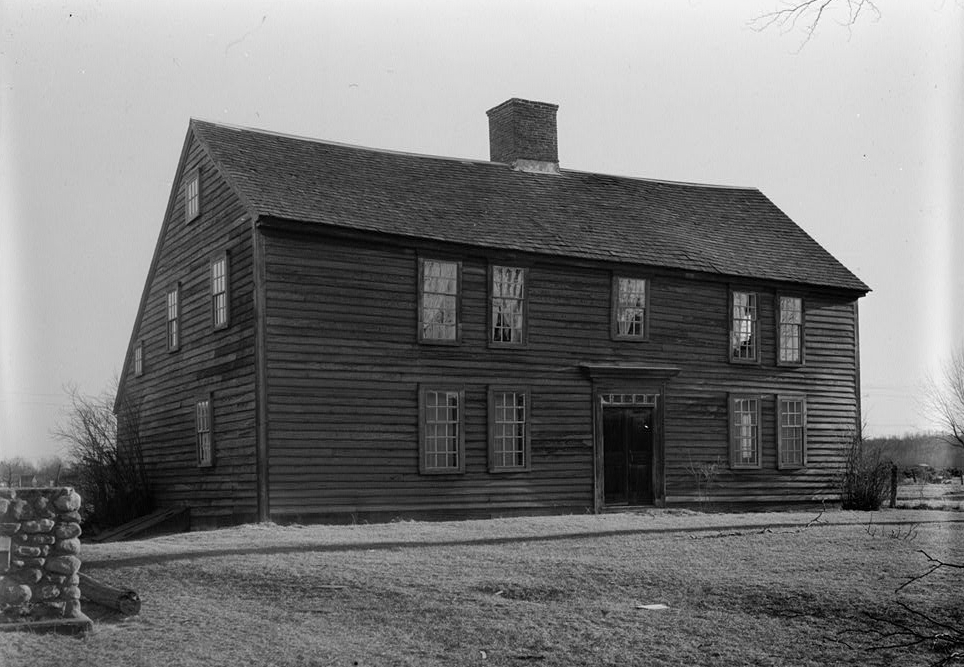
Thomas Lee House, une saltbox construite entre 1660 et 1664 à East Lyme, dans le Connecticut.

Une maison saltbox, (« salière » en anglais) est un bâtiment typique de l’architecture coloniale américaine dotée d'un toit à deux versants dont la pente est plus longue à l’arrière. Elle n’a qu’un étage sur la façade arrière et deux sur la façade avant. La façade avant plate et la cheminée centrale sont deux caractéristiques auxquelles on reconnaît une saltbox ; mais l’asymétrie des façades, ainsi que la toiture longue et basse à l’arrière, sont les deux particularités les plus marquantes. Le nom de ce type de bâtiment provient de sa ressemblance avec les salières en bois avec un couvercle dans lesquelles on conservait jadis le sel. Ces maisons ont généralement une charpente de bois.

## Origines

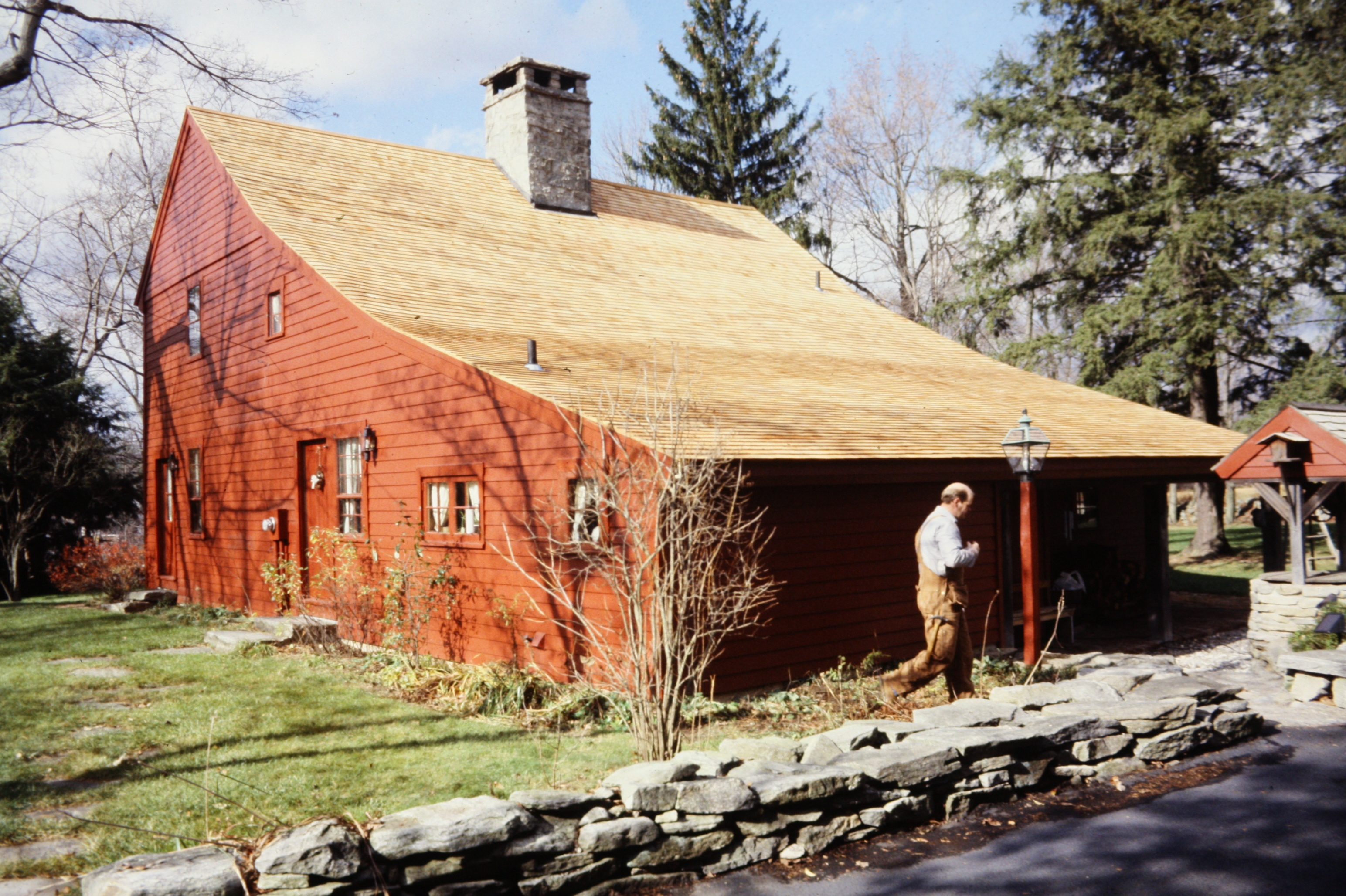
Thomas Hawley House, une saltbox construite vers 1755 à Monroe (Connecticut).

La saltbox trouve ses origines en Nouvelle-Angleterre. Le folklore veut que la forme saltbox se soit popularisée à cause de l’imposition de la reine Anne sur les maisons à plus d’un étage. Comme le versant arrière du toit descendait pour ne plus faire que la hauteur d’un étage, la structure était exonérée d’impôt. En fait, la forme de la saltbox a évolué de façon organique pour répondre aux besoins des familles grandissantes, l’ajout d’un appentis étant une façon économique d’élargir la maison. Dans les exemples qu’on voit ci-dessous, seuls deux bâtiments sont antérieurs à la reine Anne.
Les plus vieilles maisons saltbox se construisaient avec l’ajout d’un appentis à l’arrière de la maison, ce qui parfois rallongeait la toiture jusqu’à ce qu’elle ne fût plus qu’à moins de deux mètres du niveau du sol. De vieux bardeaux patinés sont toujours en place sur les murs extérieurs de quelques-unes des premières maisons saltbox de la Nouvelle-Angleterre. Des bardeaux de chêne fendus à la main de la maison Comfort Starr et de la maison Ephraim Hawley sont conservés à leur place dans les greniers qui avaient été créés par l’ajout d’appentis aux maisons originales. Le style est resté en vogue pendant toute la période coloniale, et jusqu’au style « early Republic, » sans doute grâce à la simplicité de ses lignes.
En revanche, l’ouvrage Albion’s Seed: Four British Folkways in America de David Hackett Fischer identifie comme origine du saltbox américain l’architecture des régions des comtés de Kent et de l’Est-Anglie dans l’Angleterre du début du XVIIe siècle.
Des maisons saltbox peuvent aussi être observées dans certaines régions de Terre-Neuve-et-Labrador, au Canada.

## Construction
La plupart des saltbox, comme beaucoup d’autres types de maisons coloniales de la Nouvelle-Angleterre, sont à charpente de bois. Cette construction en poteaux-poutres fait intervenir de grosses pièces de bois assemblées entre elles par des assemblages de menuisier, à tenons et mortaises, renforcés par des chevilles et reliées par des jambettes ou des fermes de bois. Les clous en métal étaient rarement utilisés. L’extérieur d’une saltbox était souvent fini avec des bardeaux, ou d’autres revêtements en bois. La maison Josiah Day, à West Springfield, dans le Massachusetts, est construite en brique.

## Galerie

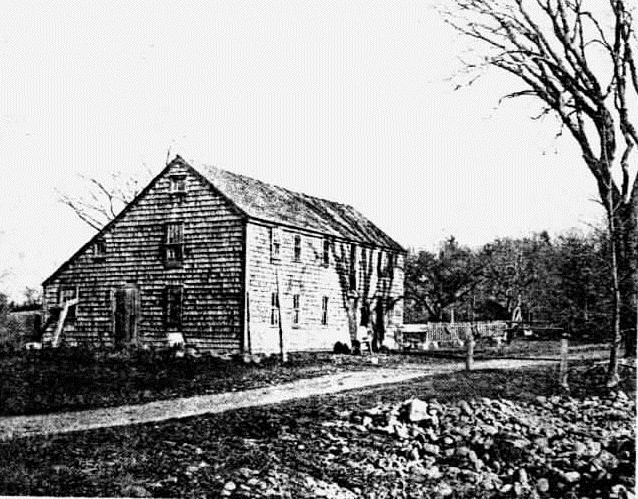
Une ferme construite vers 1643 à Sudbury (aujourd'hui Wayland (Massachusetts)), détruite par le feu vers 1912.
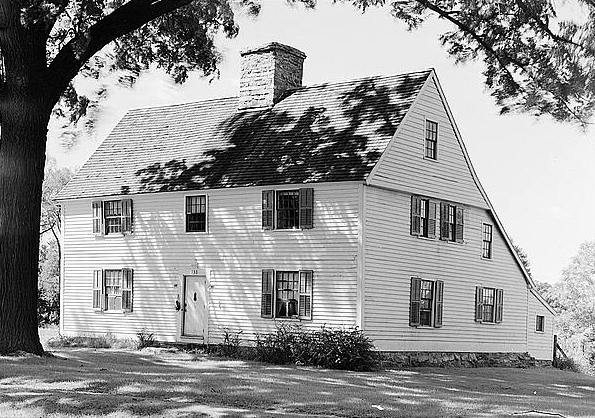
Comfort Starr House (en), construite vers 1645 à Guilford (Connecticut).
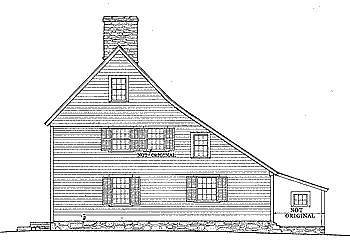
Élévation latérale de Comfort Starr House (en) montrant la toiture caractéristique.
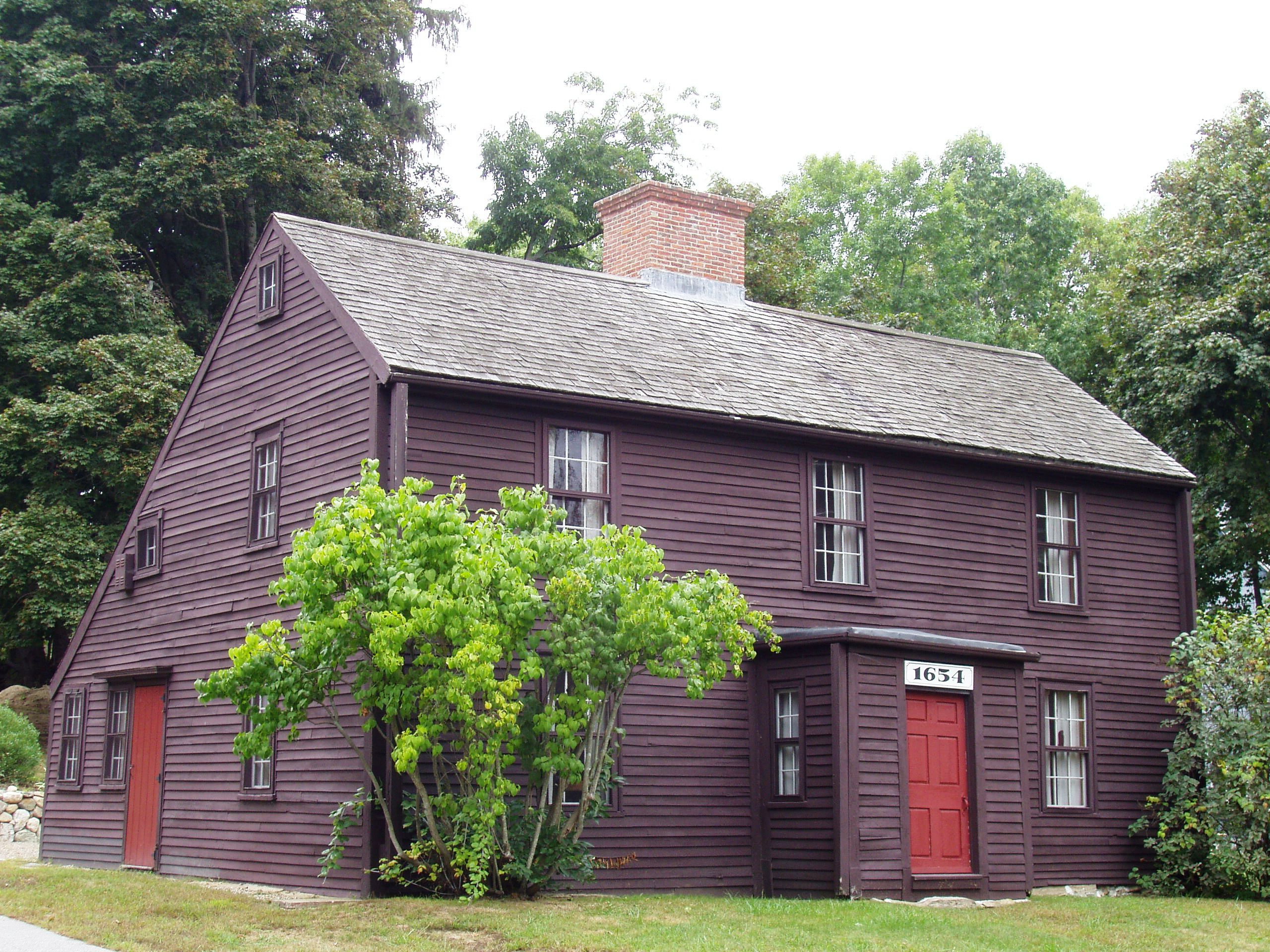
Macy-Colby House (en), construite vers  1651 à Amesbury (Massachusetts).
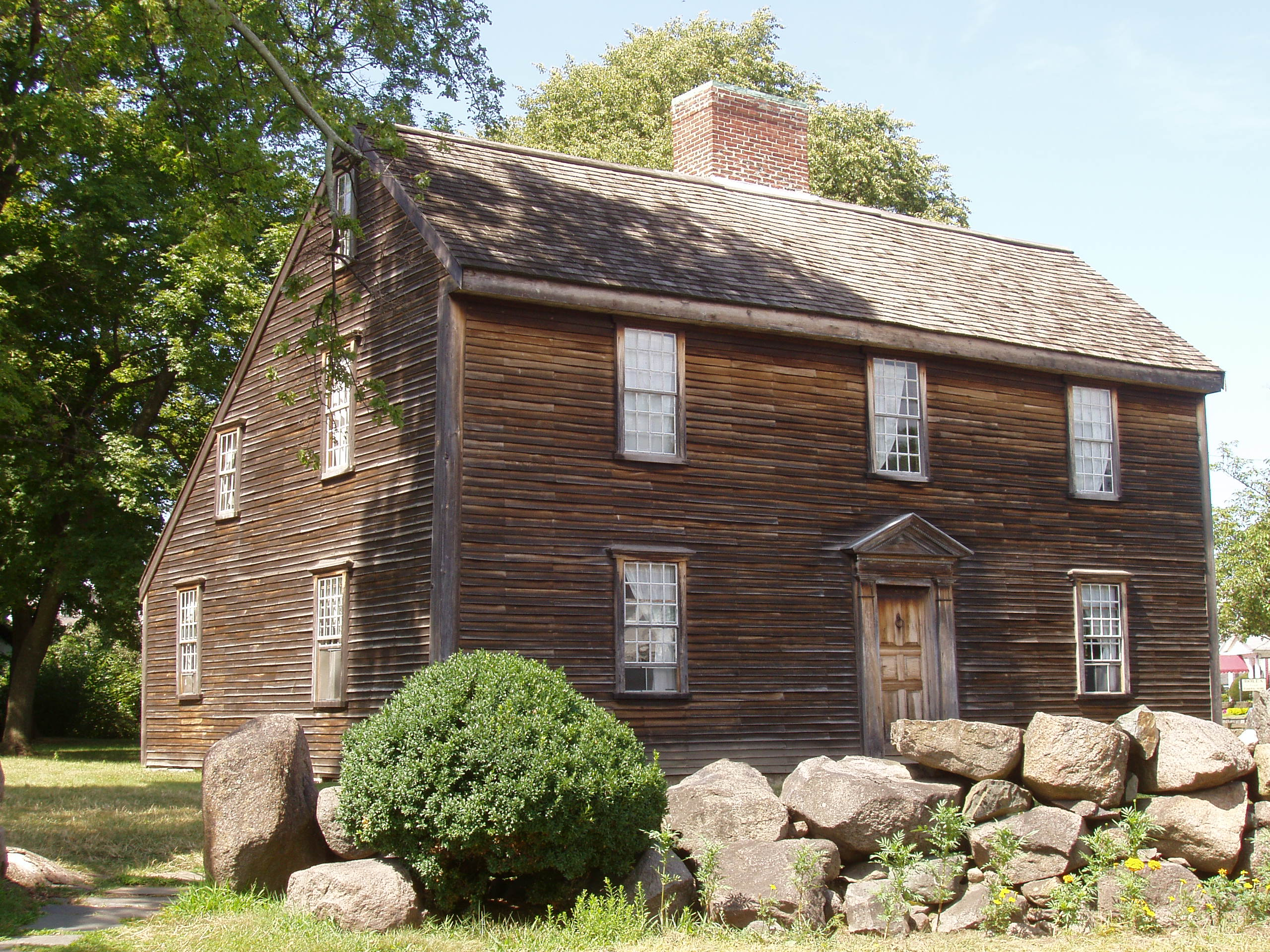
Maison natale de John Adams à Quincy (Massachusetts) (vers 1681).
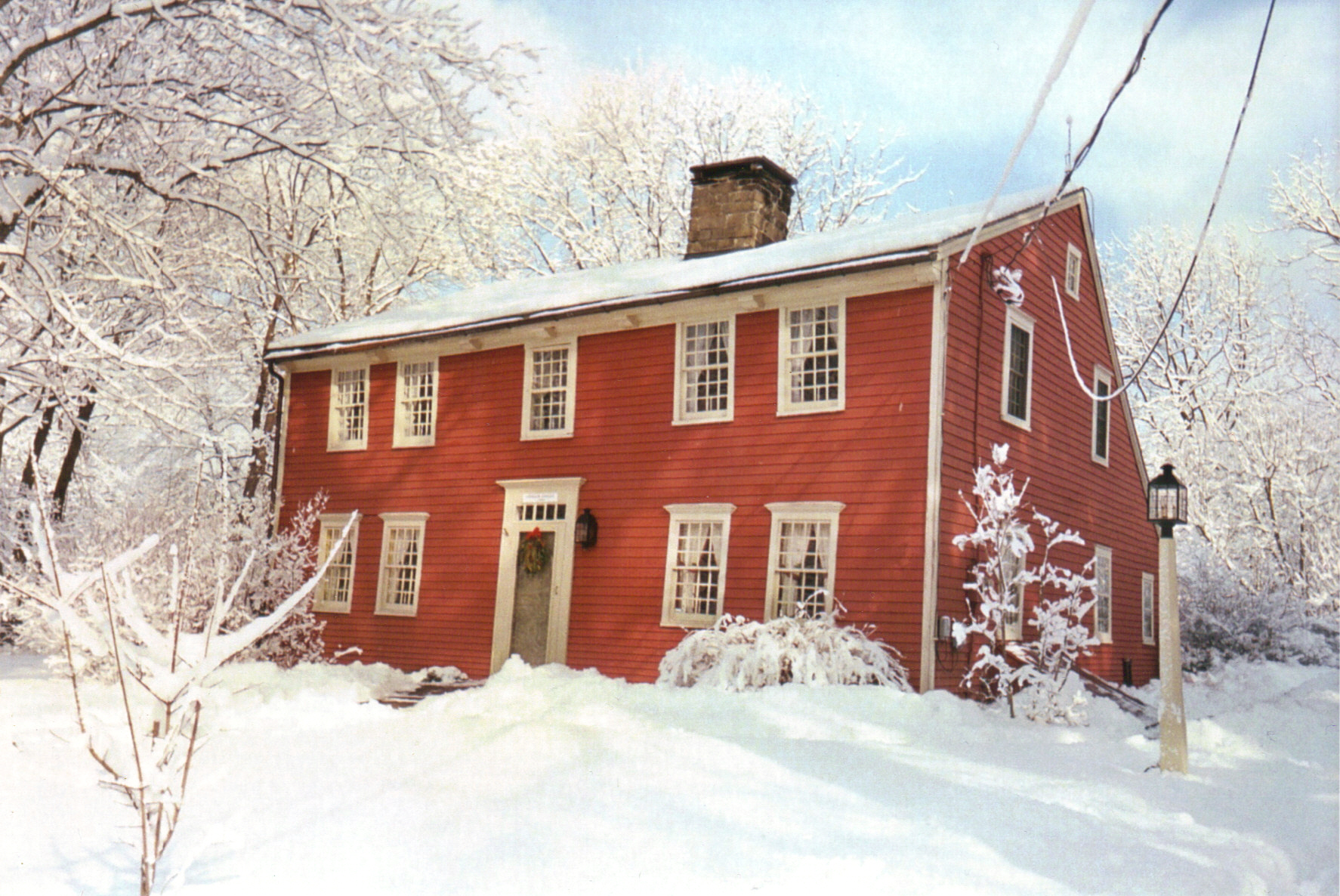
Ephraim Hawley House (en) construite vers 1670-1690 à Nichols (Connecticut).
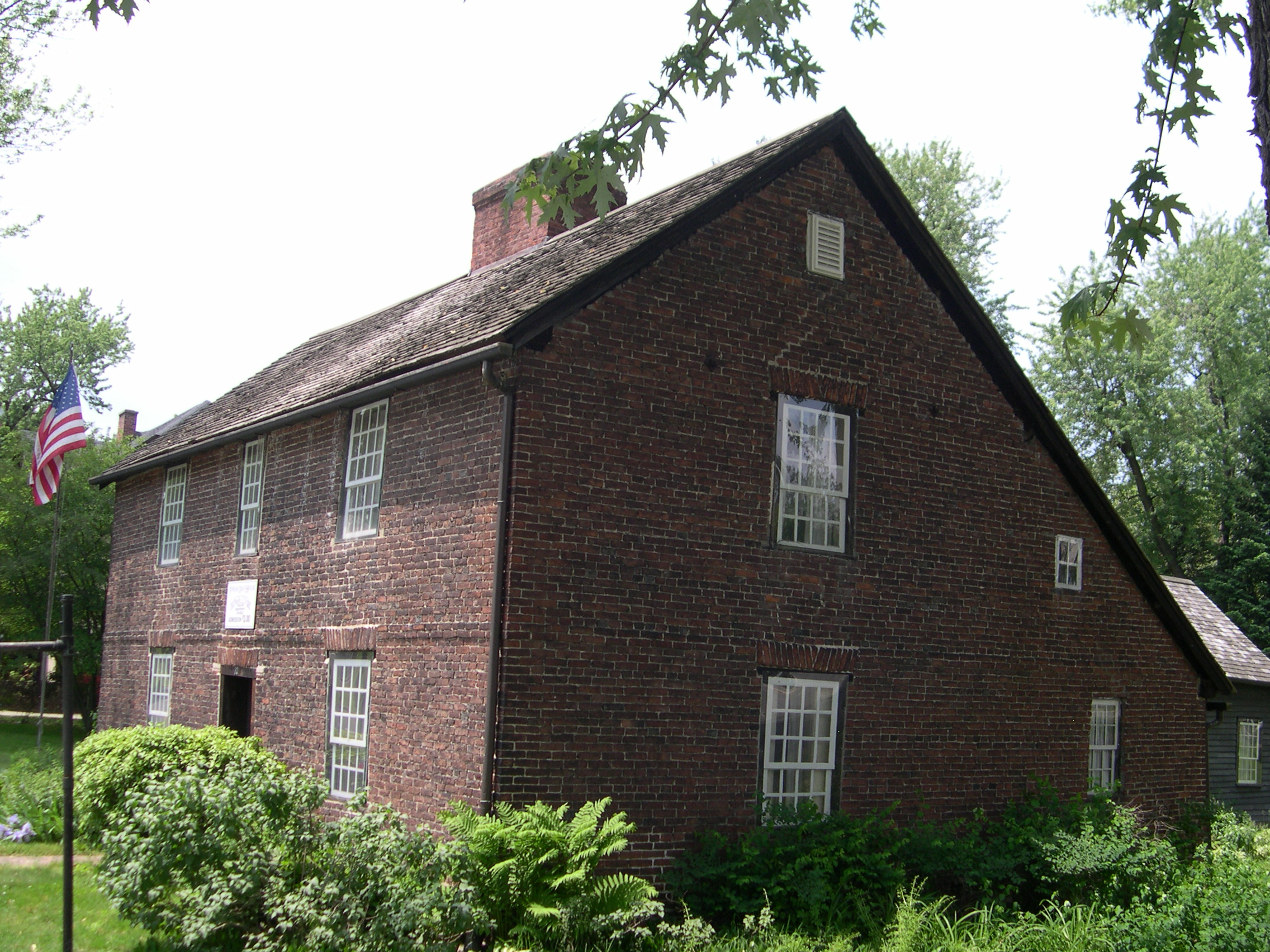
Josiah Day House (en), construite en briques vers 1745 à West Springfield (Massachusetts).
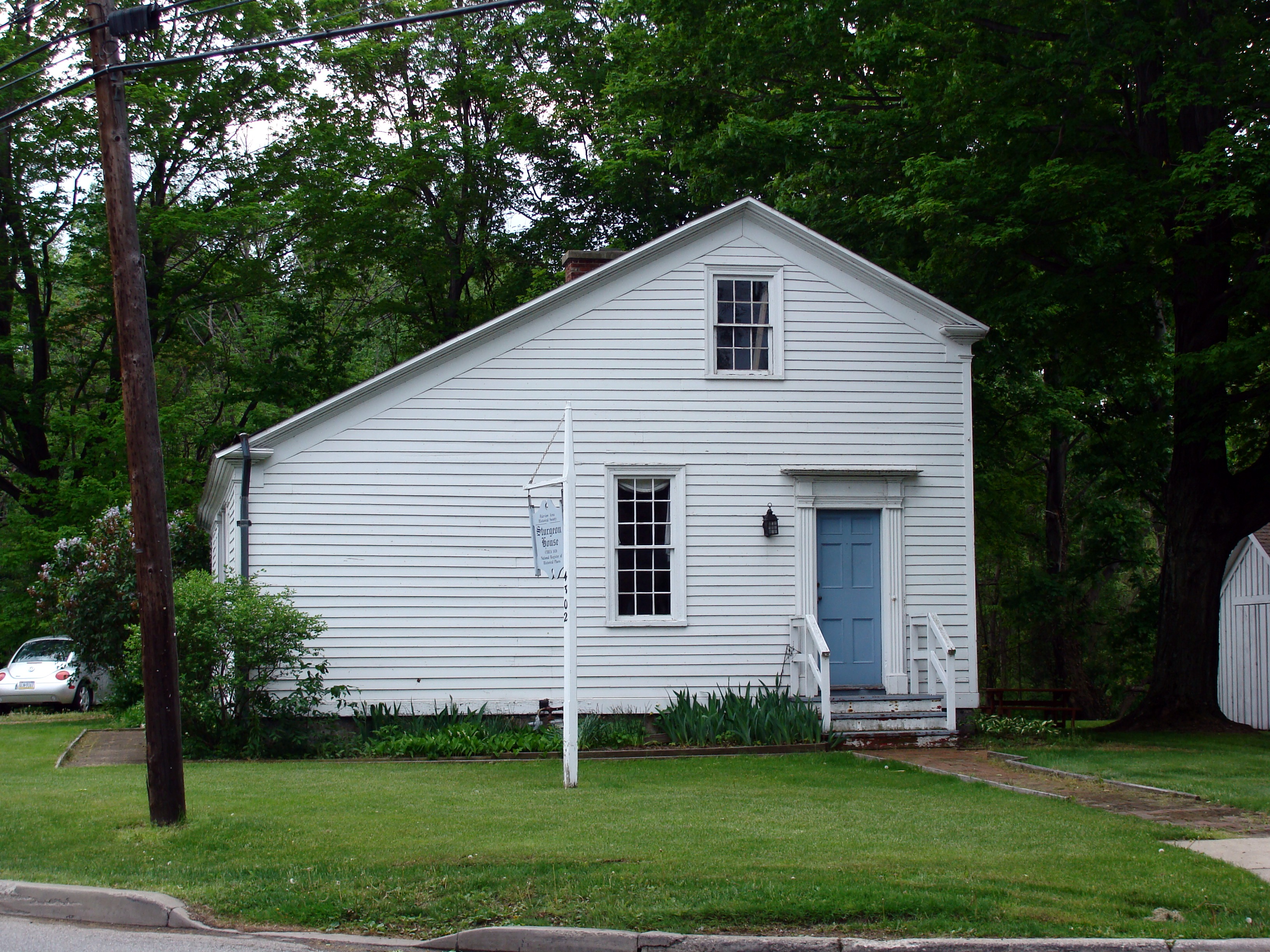
Sturgeon House (en), construite vers 1838 à Fairview, en Pennsylvanie.